# Conistra elegans
Conistra elegans är en fjärilsart som beskrevs av Hörhammer 1936. Conistra elegans ingår i släktet Conistra och familjen nattflyn. Inga underarter finns listade i Catalogue of Life.